# Бёйнинг, Альберт Фредерик Хендрик
Альберт Фредерик Хендрик Бёйнинг (нидерл. Albert Frederik Hendrik Buining, 25 августа 1901 — 9 мая 1976) — нидерландский ботаник.

## Биография
Альберт Фредерик Хендрик Бёйнинг родился 25 августа 1901 года в Гронингене. Он был бургомистром и ботаником, долгое время председательствовал в Голландском и бельгийском сообществе кактусов и суккулентов и был главным редактором журнала сообщества Succulenta. Альберт Бёйнинг специализировался на семенных растениях. Он собирал кактусовые растения в Бразилии, Уругвае, Парагвае, Чили, Перу и Аргентине в 1960-х и 1970-х годах, исследовал род Uebelmannia, опубликовал более 130 описаний видов. Бёйнинг был одним из основателей Международного общества суккулентов. Альберт Бёйнинг написал монографию о дискокактусах, однако умер 9 мая 1976 года до её публикации.

## Почести
Род кактусовых растений Buiningia был назван в его честь.